# Трир-Эранг/Квинт
Эранг/Квинт — третий по величине из 19 районов Трира. Население района составляет 9850 человек.
Глава района — Гюнтер Мерцкирх (ХДС).

## География
Эранг расположен на левом берегу реки Мозель, в которую здесь впадает река Кюлль.
Соседними городскими районами является Пфальцель и Бивер.

## История
1 марта 1968 года произошло объединение двух, в то время независимых, общин Эранг и Пфальцель в одну большую. Всего лишь год спустя, 7 июня 1969, они перестали существовать как независимые общины, так как были присоединены к городу Трир.